# Club Deportivo Ilumberri
El Club Deportivo Ilumberri es el club de fútbol navarro de la localidad de Lumbier.
Actualmente milita en la Regional Preferente Navarra, en el grupo I, pero ha llegado a estar en 3ª División (Grupo XV).

## Historia
El Club Deportivo Ilumberri se fundó el 22 de noviembre de 1923.
La temporada 2002/03 jugó en Tercera División.

### Palmarés
- Temporadas en Tercera División: 1
- Mejor puesto: 21º (2002/03)

## Uniforme
- Primera equipación: Camiseta blanca, pantalón azul y medias blancas.[6]

## Estadio
El club juega sus partidos en el campo de hierba natural de El Lardín.